# Весьєгонський округ
Весьєго́нський округ (рос. Весьегонский округ) — муніципальний округ у складі Тверської області Російської Федерації.
Адміністративний центр — місто Весьєгонськ.

## Історія
Весьєгонський район був утворений 12 липня 1929 року у складі Бежецького округу Московської області. До його складу увійшли колишні Весьєгонська, Любегощська, Чемеровська та частина Кесемської волості колишньої Тверської губернії. На той час район поділявся на місто Весьєгонськ та 47 сільрад — Аблазінська, Арефінська, Барановська, Баскаківська, Биковська, Білюківська, Ваугська, Велико-Дворська, Вогкомська, Воскресенська, Глинська, Дектярська, Дільська, Дюдіковська, Івано-Погостинська, Йогонська, Каменська, Кесемська, Кошелевська, Лекомська, Любегощська, Макаринська, Мосеєвська, Мотаєвська, Мшичинська, М'якишевська, Ніколо-Раменська, Острецовська, Островська, Остолоповська, Пашковська, Перемутська, Плетішниковська, Пронінська, Романовська, Рябинкинська, Ставровська, Стрекачовська, Федорковська, Філіпцевська, Хотавецька, Чамеровська, Чернецька, Чисто-Дубровська, Чурілковська, Шарицька та Ягницька.
29 січня 1935 року район увійшов до складу новоутвореної Калінінської області. 5 березня 1935 року південна частина району була передана до складу новоутвореного Овініщенського району. Станом на 1937 рік до складу району входили місто Весьєгонськ та 31 сільрада — Аблазінська, Арефінська, Барановська, Баскаківська, Ваучська, Велико-Дворська, Воскресенська, Вочкомська, Глинська, Дегтярська, Дільська, Іван-Погостинська, Йогонська, Лекомська, Любегощська, Макаринська, Мшичинська, М'якишевська, Ніколо-Раменська, Островська, Перемутська, Пленішниковська, Пронінська, Старовська, Стрекачовська, Федорковська, Філіпцевська, Хотавецька, Чисто-Дубровська, Шарицька та Ягницька.
1939 року почалось наповнення водою Рибинського водосховища, значна частина території району пішла під воду, підтоплене місто Весьєгонськ було перетворено в селище міського типу. 1940 року Весьєгонський район був ліквідований, до Сандовського району передані Аблазінська, Воскресенська, Дегтярська, Йогонська, Любегощинська, Макаринська, М'якишевська, Островська, Старовська, Стрекачовська, Федорковська та Філіпцевська сільради, до складу Череповецького району Вологодської області передані Велико-Дворська, Глинська, Ваучська, Вочкомська, Мшиченська, Ніколо-Раменська, Пленішниковська, Хотавецька та Ягницька сільради, селище Весьєгонськ та інші сільради передані до складу Овініщенського району.
3 березня 1949 року Весьєгонський район був відновлений, до його складу увійшли території, раніше передані до складу Сандовського та Овініщенського районів, а також додатково Велико-М'якишевська, Лошицька та П'ятницька сільради Сандовського району. 1953 року Весьєгонськ отримав статус міста. 1956 року до складу району увійшла більша частина ліквідованого Овініщенського району. У період лютого 1963 — січня 1965 років у складі укрупненого району перебувала територія тимчасового ліквідованого Сандовського району.
Після розпаду СРСР сільські ради були перетворені в сільські округи. Станом на 2002 рік район поділявся на одну міську раду та 12 ісльських округів:
| Поселення                      | Площа, км² | Населення, осіб (2002) | К-ть НП | Населені пункти |
| ------------------------------ | ---------- | ---------------------- | ------- | --- |
| Весьєгонська міська рада       | -          | 8662                   | 1       | місто Весьєгонськ |
| Барановський сільський округ   | -          | 377                    | 5       | присілки Бараново, Вибор, Горка, Крешнево, Самша-1 |
| Івановський сільський округ    | -          | 880                    | 29      | присілки Арефіно, Баскаки, Бор, Борихіно, Бренево, Бухрово, Волосово, Восход, Григорково, Єщево, Збриндіно, Іваново, Кишкино, Копаєво, Лукино, Малишево, Маринино, Михалево, Підлісне, Погорілово, Постижино, Приворот, Самша-2, Сенцово, Суслово, Тітовське, Троїцьке-Александрово, Чижово, Юр'євське                                                                                         |
| Йогонський сільський округ     | -          | 1000                   | 30      | село Йогна, присілки Боровиці, Велике Овсяниково, Воскресеньє, Гора, Григарово, Єлейціно, Квасково, Кишкино, Колинево, Косодавль, Кузьмищево, Любер, Макарово, Мале Овсяниково, Малигіно, Мітлино, Мордкіно, Нікуліно, Нікола-Реня, Павловське, Старе, Стракуново, Стрекачево, Сухолжино, Тиманське, Улітино, Федорково, Філіпцево, Хрущі                                                      |
| Кесемський сільський округ     | -          | 1100                   | 23      | село Кесьма, присілки Алексино, Борихіно, Ванево, Велике Фоминське, Губачево, Ільїнське, Коровкино, Лакутіно, Лобнево, Лобозники, Можайка, Міньєво, Невірово, Остолопово, Пашково, Попадьїно, Противьє, Раменьє, Старе, Тарачево, Холм, населений пункт без статусу Отдєльний Дом Електропідстанції                                                                                            |
| Любегощинський сільський округ | -          | 783                    | 38      | село Любегощі, присілки Аблазіно, Аксеніха, Алфьорово, Батеєвка, Болдирево, Борки, Бородіно, Велике Шевелево, Верхнє, Дор, Ємельяново, Жуково, Звана, Козли, Коник, Красне, Ларіхово, Левково, Липенка, Лошиці, Марачиха, Мишуткино, М'якишево, Нестерово, Новосьолок, Остров, Пилево, Пограєжво, Попово, Сандирево, Страшино, Стрекачево, Суховерково, Тимофієво, Тучково, Часовня, Щелканіха |
| Овініщенський сільський округ  | -          | 380                    | 11      | селища Овініщі, Сафроніха, присілки Альошино, Іван-Гора, Мартиніха, Петелево, Попадіно, Терпигора, Чухарево, Чернягіно, Якушино |
| Раменський сільський округ     | -          | 259                    | 11      | присілки Бадачево, Васькино, Нікуліно, Перемут, Пореєво, Раменьє, Слуди, Спас-Реня, Стрілиця, Федотово, Шариці |
| Романовський сільський округ   | -          | 816                    | 32      | село Романовське, селище Романовський Льнозавод, присілки Беняково, Боловіно, Бриково, Веселово, Головково, Горбачово, Горка, Добриця, Дюдіково, Єремейцево, Ігнатково, Ільїнське, Каменка, Коверниково, Матюшкіно, Мосеєвське, Нікола-Висока, Нове, Огнішино, Паскино, Подольське, Приворот, Противьє, Романцево, Савино, Сичево, Стафурово, Талашманка, Топорищево, Чурілково                |
| Рябинкинський сільський округ  | -          | 326                    | 15      | присілки Алексійцево, Башкино, Високе, Дудино, Івашково, Кошелево, Мікляєво, Орда, Осоріно, Острецово, Покришкино, Рябинкино, Телятово, Філіпово, Шеломово |
| Тимошкинський сільський округ  | -          | 329                    | 24      | присілки Абросимово, Велике М'якишево, Веснино, Вяльцево, Доманово, Ільниці, Корнягово, Крутці, Кулаково, Куліберово, Мелюхіно, Мала Каменка, М'якишево, Нове Шилково, Овініще 1-е, Петряйка, Плоске, Поповка, П'ятницьке, Сельця, Старе Шилково, Тимошкино, Щетка, Яснево |
| Чамеровський сільський округ   | -          | 953                    | 21      | села Чамерово, Чиста Дуброва, присілки Ананино, Більське, Єрмолкино, Костиндор, Кругліха, Лопатіха, Максимцево, Мале Високе, Мале Фоминське, Медведково, Мишкино, Поцеп, Сажиха, Старе, Суково, Станино, Ульяніха, Фьодово, Хахілево |
| Чернецький сільський округ     | -          | 652                    | 24      | присілки Барське Александрово, Борщево, Бронниково, Високе, Вяльє, Горка, Данилково, Комлево, Кузьминське, Медянки, Мотаєво, Петровське, Поповка, Проніно, Романцево, Савелово, Селіваново, Столбищі, Тарачево, Тебеньки, Ушаково, Хмельнево, Чернецьке, Шенське |

2006 року Весьєгонський район перетворено в муніципальний, сільські округи перетворено в сільські поселення, міська рада — в міське поселення. 31 травня 2019 року Весьєгонський муніципальний район, перший на всю Російську Федерацію, був перетворений в Весьєгонський муніципальний округ, при цьому були ліквідовані усі поселення: